# مارك هولدن
مارك هولدن (بالإنجليزية: Mark Holden)‏ هو مغني أسترالي، ولد في 27 أبريل 1954 في أديلايد في أستراليا.

## وصلات خارجية
- الموقع الرسمي
- مارك هولدن على موقع IMDb (الإنجليزية)
- مارك هولدن على موقع ميوزك برينز (الإنجليزية)
- مارك هولدن على موقع ديسكوغز (الإنجليزية)
- مارك هولدن على موقع ديسكوغز (الإنجليزية)
- مارك هولدن على موقع قاعدة بيانات الفيلم (الإنجليزية)